# Мигер, Томас Фрэнсис
Томас Фрэнсис Мигер (англ. Thomas Francis Meagher) — ирландский националист, активный участник движения «Молодая Ирландия» и участник восстания 1848 года, основатель Ирландской бригады, генерал армии Союза во время Гражданской войны в США.

## Биография
Томас Фрэнсис родился 3 августа 1823 года в Уотерфорде в семье Томаса Мигера. Томас Фрэнсис учился в иезуитском колледже в ирландском графстве Килдэр, затем продолжил образование в Иезуитском институте Стонихёрст в Англии.

### Политическая деятельность
Затем Томас Фрэнсис возвращается в Дублин, присоединяется к движению Репилеров, которые боролись за отмену акта об унии Великобритании и Ирландии.

В январе 1847 Томас Фрэнсис и его сторонники создали партию «Ирландская конфедерация», после чего отправились во Францию изучать опыт революционных движений. В 1848 году в Париже Томас Фрэнсис впервые в истории представил новый флаг Ирландии (зелёный цвет олицетворял католиков, оранжевый — протестантов, а белый — мир между ними), который напоминал флаг революционной Франции. 

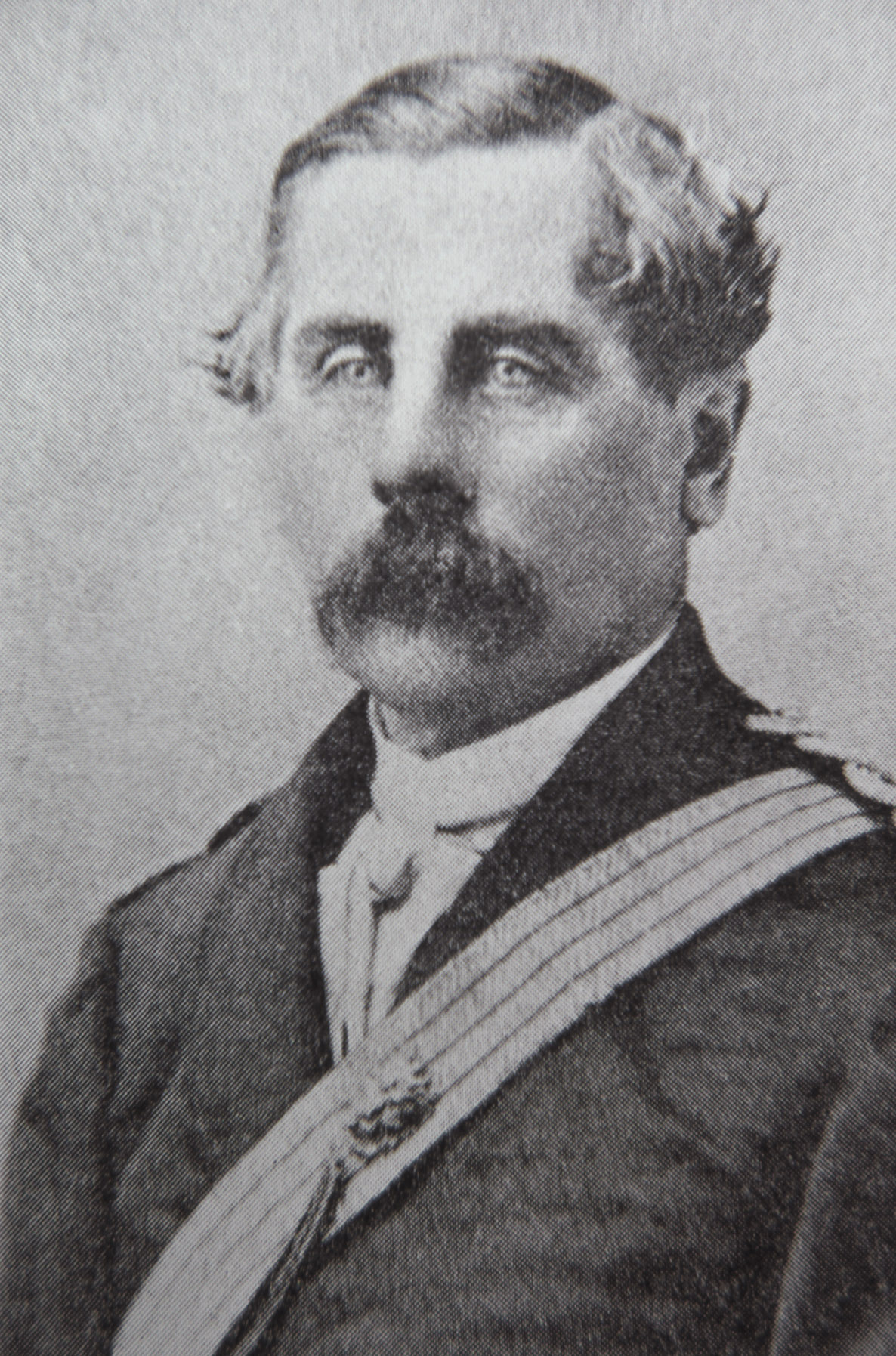
Томас Фрэнсис в 1860-е годы

После попытки восстания в 1848 году Томас Фрэнсис вместе с другими лидерами Ирландской конфедерации, был арестованы и приговорены к тройной смертной казни: «повесить, утопить и четвертовать». В результате общественных протестов, которые распространились в Англии и Ирландии смертную казнь заменили пожизненным заключением на каторге в Тасмании. В январе 1852 года Томас Фрэнсис удачно перебрался в Нью Йорк. Там он изучил журналистику и основал газету «Irish News» и журнал «Гражданин».

### Гражданская война в США
С началом гражданской войны в США стал активно агитировать ирландцев записываться в армию Союза и собрал роту К 69 пехотного полка. После первого сражения при Булл-Ране полк был переформирован, Томас Фрэнсис сформировал Ирландскую бригаду, а сам 3 февраля 1862 года был назначен бригадным генералом.
17 сентября 1862 года в сражении при Энтитеме Томас Фрэнсис был ранен и лечился четыре месяца. В мае 1863 года Томас Фрэнсис подал прошение об отставке, которая не была принята. Его перевели сначала в Камберлендскую армия, а затем на должность командира дивизии в армии Огайо, где он прослужил до мая 1865 года.

### Послевоенный период
После войны Томас Фрэнсис был назначен Государственным секретарём, а затем губернатором Монтаны. Он созвал в Монтане первое конституционное собрание для принятия конституции, проект которого не был принят депутатами.

### Смерть
Летом 1867 года Томас Фрэнсис вместе с инспекцией в Форт Бентон начал путешествие по реке Миссури с целью принять оружие и боеприпасы для местной милиции, тяжело заболел, и на обратном пути, 1 июля 1867 года выпал в реку с борта парохода. Тело губернатора не нашли.